# Simaroubaceae
Simaroubaceae, las simarubáceas, son una familia de árboles del orden Sapindales. Hojas pinanticompuestas, alternas o raramente opuestas. Flores unisexuales, actinomorfas, a menudo pentámeras; agrupadas en panículas o racimos. Frutos drupáceos, capsulares o en plurisámara. Está constituida por unas 200 especies en las regiones cálidas.

## Descripción
son arbustos o árboles, con triterpenos amargos en muchas de sus partes; plantas hermafroditas, monoicas o mayormente dioicas. Hojas alternas, generalmente pinnaticompuestas, nunca punteado-glandulares, con los márgenes enteros a crenulados; estípulas generalmente ausentes. Las inflorescencias en panículas o racimos con pocas a muchas flores, terminales o axilares; sépalos 3–5 (–8), libres o connados, generalmente imbricados, caducos o persistentes; pétalos 3–5 o raramente ausentes, libres, imbricados o valvados; estambres en igual o en doble número que los sépalos, filamentos libres, generalmente delgados, glabros o pubescentes, a veces con un apéndice basal, anteras versátiles o basifijas, con 2–4 tecas en la antesis,  longitudinalmente dehiscentes, rudimentarias en las flores pistiladas; gineceo súpero. Los frutos son bayas, drupas o cápsulas samaroides.

## Distribución y hábitat
Familia con ca 30 géneros y unas 200 especies, de distribución pantropical y subtropical, 1 género presente en las regiones templadas del este de Asia.  Este género se diferencia de Simarouba por tener más de 20 folíolos con una glándula en el ápice, las flores de más de 1 cm de largo y los frutos de más de 2 cm de largo.
La especie Ailanthus altissima se ha convertido en un árbol urbano de gran aceptación, aunque también es considerado una especie invasora.

## Géneros
| - Ailanthus - Alvaradoa - Amaroria - Brucea - Castela - Eurycoma - Gymnostemon - Hannoa | - Harrisonia - Iridosma - Laumoniera - Leitneria - Nothospondias - Odyendea - Perriera - Perrierodendron | - Picrasma - Picrolemma - Pleiokirkia - Quassia - Samadera - Simaba - Simarouba - Soulamea |

## Sinonimia
- Leitneriaceae. Archivado el 20 de octubre de 2013 en Wayback Machine., Picramniaceae Archivado el 17 de octubre de 2007 en Wayback Machine.